# Hijo de Trauco
Hijo de Trauco es una película chilena, dirigida por Alan Fischer, ambientada en la mitología de Chiloé, archipiélago al sur de Chile.

## Sinopsis
Jaime, un niño chilote de 14 años, un día descubre que todas las historias que le habían contado acerca de su padre son mentiras, por lo que se embarca en un viaje para encontrar la verdad, en un mundo donde la realidad se mezcla con la imaginación y los mitos.

## Reparto
- Xabier Usabiaga como Jaime.
- Ignacia Téllez como Violeta.
- Patricio Brambilla como Pedro.
- Daniela Ramírez como Laura.
- Alejandro Trejo como Leopoldo.
- Luis Dubó como Alejo.
- María Izquierdo como Moira.
- Carolina Cartagena como Renata.
- Daniel Antivilo como Montoya.